# 이구지
현주 이구지(縣主 李仇之, ? ~ 1489년 3월 7일)는 조선 초기의 왕족 출신 기생으로, 태종의 장남(長男)인 양녕대군의 8번째 서녀이다.

## 이력
그녀의 신분은 현주였으나 실록과 족보에는 그녀의 작위가 기록되지 않았다. 남편 사후 남편의 종과 간통했다 하여 사사되었다. 이구지는 별제 권덕영(權德榮)에게 출가하였으나 남편 사후, 남편의 종 천례(天禮)와 간통하여 딸을 낳은 뒤, 그 딸을 시집보냈다. 천례와의 연애는 불문율로 붙여졌으나 구지 또는 천례가 자신의 딸이 왕실의 후손이라고 발설한 것이 알려지면서 왕명으로 사형당했다.
조선왕조가 멸망할 때까지 어우동, 유감동, 황진이, 대방군부인 송씨 등과 함께 음란한 여성의 표본으로 지목되어 마녀사냥감이 되어왔다. 이후 왕실 족보에서도 제명되었고, 은폐되어 왔던 그녀의 존재는 1970년대가 되어서야 알려졌다. 장평도정 이흔, 서산군 이혜는 그녀의 이복 오빠들이었다. 본관은 전주(全州)이고 한성부 출신.

## 생애

### 생애 초반
봉작된 작위는 미상이다. 이구지의 생모는 천첩으로 양녕대군의 여종이었으며, 양녕대군의 3번째 서녀로 부사 권치중에게 출가한 이씨와 동복 자매였다. 이구지는 경기도 광주군에 살던 별제 권덕영(權德榮)에게 출가하였으나 남편 사후, 남편 권덕영의 종 천례(天禮)와 간통하여 딸을 얻었는데 이름은 준비(准非)이다. 준비는 1488년 무렵 평민에게 출가하였으나 남편의 인적사항은 전하지 않는다.
그 뒤 이 일이 관아에 알려져 비밀리에 잡아다가 심문하는 과정에서 왕실에까지 알려지게 되었다.

### 종 천례와의 재혼 논란
1475년 12월 22일 무렵 이구지가 남자 종 천례와 정분이 나서 살림을 차렸다는 말이 도성에 자자하였고, 사헌부장령 허계가 이 문제를 갖고 왕에게 신분을 뛰어 넘은 금지된 사랑을 하는 두 사람을 붙잡아 국문을 해야 된다고 주장하였다. 종친들이 모여서 이를 의논하였다.
이날 대책에서 나온 왕실의 반응은 왕실과 관련된 좋지 않은 소문을 입에 담은 장령 허계를 파직하고 벌을 주라는 것이었다. 대간의 입장에서는 동문서답이고 적반하장인 셈이다. 사헌부와 사간원의 관리들이 들고 일어났다.
| “ | 이씨는 태종의 손녀이지만 남자 종 천례와 이상한 관계임이 도성에 소문이 나 있고, 그 소문에 따라 진상을 조사한 것인데 사헌부 관리를 벌주라는 종친들의 주장은 너무 억지입니다. | ” |

왕실과 왕의 생각은 달랐다. 이것은 집안 일이라는 것이다. '집안 일은 각자 알아서 하면 된다는 생각이었던' 성종은 불쾌해하며 '왕실의 좋지 않은 이야기를 또 꺼내는 저의가 무엇인가?'라며 반문하였고, 사헌부장령 허계는
| “ | 이것은 왕실 문제만이 아닙니다. 사대부 자손의 여자들이 사내 종과 연애에 빠지면 당사자 모두를 사형에 처하는 것이 법인데, 이것은 왕실에서 더욱 엄격하게 지켜야 합니다. 그렇지 않으면 자꾸 반복이 됩니다. | ” |

그러나 성종은 언급하지 말라고 하였으나 허계 등은 계속 이 일을 문제삼았다. 성종은 대비의 언문교서를 읽어주었다.
| “ | 장령 허계는 왕실의 일을 세상 사람들에게 알려 좋지 않은 소문이 파다하게 퍼진 죄로 그의 관직을 거둔다. | ” |

교서를 발표한 뒤 여기저기서 반대의 소리가 터져 나왔다. '허계는 장령으로 직분을 다한 인물이며 이 일을 먼저 듣고 곧바로 풍속을 잡으려는 관리의 책임감으로 나온 것인데 도리어 그를 파직시킴은 옳지 않은 일입니다. 지금은 풍속을 다스릴 때이지 언로를 막을 때가 아닙니다.'라는 것이다. 성종은 더 이상 말을 하지 않고 대전을 나왔다. 이후 계속 천례와 그를 탄핵하는 상소가 올려졌으나 왕이 듣지 않았다.
양반이 여종에게서 얻은 자녀들은 중인이 되고, 왕족이 여종에게서 자녀를 얻었을 경우에는 천민으로 간주하지 않고 왕족으로 간주한다. 따라서 왕족이나 양반이 노비에게서 얻은 자녀는 조선의 법률상 천인이 아니기에 천인과 결혼할 수 없다.

### 딸의 결혼과 최후
이구지는 딸을 고생시키고 싶지 않아 '우리 아이는 왕실의 자손이다.'라고 떠벌리고 다니다가 사헌부의 감찰에 접수되었다. 또한 종과 간통하여 얻은 딸을 시집보내는 과정에서 간통 사실이 드러나 김종직 등의 탄핵 을 받고 관아로 끌려가 추국당하면서 왕실에까지 알려지게 되었다.
또한 종의 신분이었던 천례가 갑자기 말을 타고 비단 옷을 걸치고 다닌 점 역시 사람들의 의심을 사게 됐고, 이는 소문으로 확산되었던 것이다.
사헌부는 다시 천례를 잡아 조사하였다. 그리고 그가 바로 14년 전 세상을 떠들썩하게 했던 양녕대군의 서녀와 결혼한 그 사내라는 것을 알게 된 것이다. 왕은 종친을 소집하지 않고 천례를 의금부에 가두었다. 그러나 천례는 왕실의 여자와 간통했다는 죄를 끝내 인정하지 않았다. 의금부에서는 그의 말을 들은 마을 사람들을 불러 대질심문을 했음에도 무조건 아니라고 잡아뗐다. 지독한 고문을 받은 천례는 결국 옥사하였다. 그러나 1475년(성종 6년) 사헌부와 사간원의 관리들이 그녀를 계속 탄핵하였고, 이구지는 1489년 3월 7일 왕명으로 사사되었다.

### 사후
사내들이 일으키는 간통 사건은 흔한 일이니 그렇다 쳤으나 양녕대군의 서녀 이구지와 종의 간통 사건은 당시로서는 엄청난 파장을 몰고 왔다. 성종은 천례와 이구지의 사랑을 사랑으로 보지 않고 그저 그런 종과 음란한 여인의 간통사건으로 봤다.
조선왕조 내내 음란함의 대명사로 매도당하였으며, 선원록에도 실리지 못하였다. 유감동이나 어우동, 사방지 등은 1910년 이후 문학과 영화, 연극 등의 소재가 된 반면 이구지의 존재는 철저하게 묻혀졌다. 그녀의 존재가 알려진 것은 1970년대 민족문화추진회에서 조선왕조실록 등을 국역하는 과정에서 그녀의 존재가 알려지게 되었다.

## 가족 관계
남편 권덕영의 노예 천례와의 사이에서 얻은 딸은 이미 출가한 상태라서 연좌되지 않았다.
- 아버지 양녕대군
- 생모 : 양녕대군의 여종
  - 남편 : 안동 권씨 권덕영(權德榮), 병조전랑 권기(權琦)의 아들
    - 장남 : 권승중(權承重)
    - 차남 : 권고암(權高巖)

  - 정인 : 종 천례(天禮, ? ~ 1488년 10월 4일)
    - 장녀 : 준비(准非, 1475년? ~ ?), 성씨 미상, 그녀가 사사당할 때 이미 출가한 상태
    - 사위 : 미상

## 딸 준비
준비(准非)는 현주 이구지와 노비 천례(天禮) 사이에서 태어난 딸이다. 왕족이 노비에게서 얻은 자녀는 어머니가 노비이지만 조선의 법률상 천인이 아니기에 천인과 결혼할 수 없다. 1475년 이구지의 간통 사실이 풍문으로 알려진 뒤 목사 허계가 이를 추국하는 과정에서 그녀의 존재가 처음 알려졌다. 1488년 그녀가 시집가는 과정에서 어머니인 현주 이구지가 남편 사후 종과 간통한 사실이 다시 드러났다. 이는 관찰사 김종직의 보고로 조정에 알려졌고 이구지는 왕명을 받고 사사되었으나, 종과의 사이에서 얻은 딸 준비는 이미 시집갔으므로 연좌되지 않았다. 이후 왕조실록에는 그에 대한 기사는 나타나지 않는다.

## 같이 보기
- 어우동
- 황진이
- 신사임당
- 허난설헌

## 참고 문헌
- 성종실록
- 선원보략
- 대동야승